# Better-off test
Il Better-off test è una prassi manageriale diffusa per verificare se due attività imprenditoriali distinte sarebbero più profittevoli se riunite sotto la stessa impresa.
Si tratta di uno strumento inerente alla strategia di diversificazione, che i top manager utilizzano per verificare se sia conveniente riunire due business sotto una sola amministrazione, e se il valore incrementale che scaturisce da questa operazione è sufficiente a coprire, tra gli altri, i costi di coordinamento.
Il Better-off test ha carattere fondamentalmente empirico, e si fonda sull'analisi delle peculiarità dei due business; pertanto non ha un approccio standardizzato.